# Pietrarsa (Portici)
Pietrarsa è una località situata al confine tra Napoli, Portici e San Giorgio a Cremano nella città metropolitana di Napoli.

## Toponimo
Originariamente fondata come Leucopetra, era conosciuta anche come Pietra Bianca, per la presenza di una spiaggia e di scogli di colore bianco. Il toponimo fu cambiato in seguito all'eruzione del Vesuvio del 1631, che spostò la linea di costa di svariati metri trasformando il bianco arenile in una distesa di cenere e pietre nere.

## Storia
In seguito all'inaugurazione della ferrovia Napoli-Portici, avvenuta nel 1839 per volontà di Ferdinando II, e che vedeva il suo terminale proprio a Pietrarsa, l'economia locale si basò sull'industria, dato che il monarca in questa zona acquistò una vasta area, per impiantarvi il Reale Opificio Borbonico destinato alla costruzione e riparazione di locomotive e che arrivò ad impiegare oltre 1500 operai, facendo di Pietrarsa il primo nucleo industriale italiano. Qui il 6 agosto 1863 il Regio Esercito, soffocò nel sangue uno sciopero dei lavoratori dell'opificio. Per commemorare questo evento la città di San Giorgio a Cremano ha dedicato nel 2020 un monumento e una strada .
Le officine furono dismesse nel 1975 e riconvertite dalle Ferrovie dello Stato in Museo nazionale ferroviario.